# Zalving
In rituelen worden lichamen ceremonieel gezalfd. Dat houdt in dat men op het lichaam een olie, soms heilige olie aanbrengt.

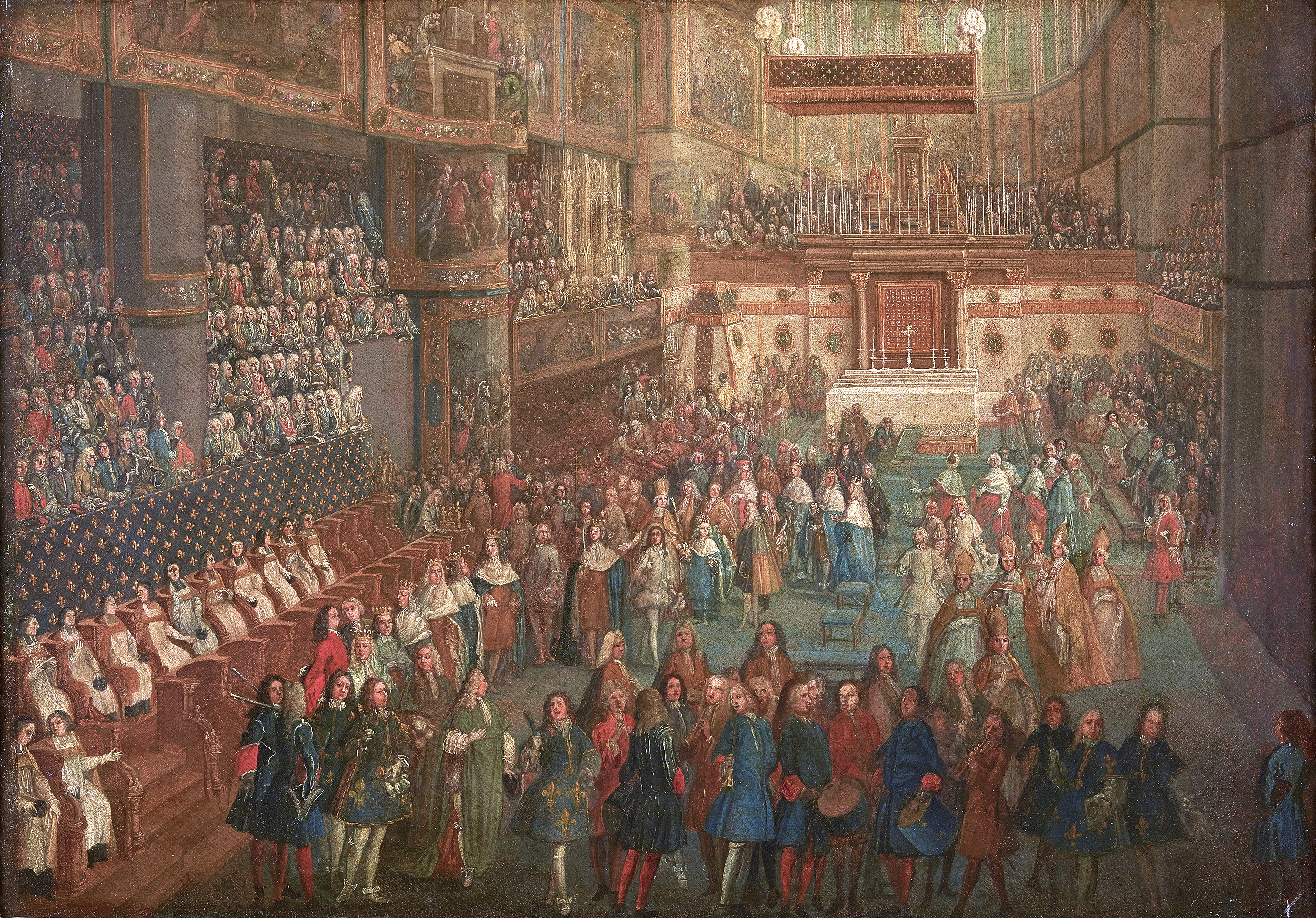
Lodewijk XV wordt gezalfd

De zalvingen zijn deel van de ceremonieën van Westerse en Oosterse kerken maar ze komen en kwamen ook in andere religies en andere culturen voor.
De Romeinen en Grieken gebruikten welriekende zalven en oliën om godenbeelden, waaronder de hermen te zalven.
In de middeleeuwen werd een keizer of koning met een speciale "heilige" olie, ook wel chrisma genoemd, gezalfd. Hiervoor gebruikte men de fijnste olie uit de walvis. Een koning werd in de middeleeuwen de "gezalfde des Heren" wanneer een priester tijdens de kroningsceremonie met olie zes kruisjes op zijn voorhoofd, handen, borst en voeten aanbracht.
In het oude Sumer werd een gezalfde g u d u genoemd, geschreven met de spijkerschrifttekens UH+IŠIB. Dit geeft een aanwijzing voor de oorspronkelijke, praktische betekenis van zalving omdat het Sumerische woord u h u namelijk "luis" betekent en i š i b zoiets als "rein", "gezuiverd". Er zijn ook passages gevonden als u h - t u k u -  a  - m u - d è ià g a -b a - d a - a n- š e š  h é - m e - e n. Moge je een man zijn (die vroeg:) 'Geplaagd als ik ben door luis, sta me toe mezelf met jou te zalven. De zalving was dus vooral bedoeld zich van luizen te ontdoen. Mogelijk bevatte de olie daartoe een effectief middel, bijvoorbeeld verkregen uit bitumen.
De zalving maakte van de vorst een sacrosancte, min of meer heilige, figuur. Zijn lichaam werd bijzonder en hij ontsteeg de aardse verhoudingen. Zo kon de gezalfde koning met handoplegging ziekten genezen.
De kostbare ampulla waarmee dit in Frankrijk gebeurde was "uit de hemel komen vallen" en werd in Saint-Denis bewaard. In de Franse Revolutie werd de ampulla vernield en de olie weggegooid.
De Britse vorsten worden nog op middeleeuwse wijze gezalfd, Elizabeth II tijdens haar kroning op 2 juni  1953 en haar zoon Karel III (Charles III) op 6 mei 2023.